# جيمس أوغدن
جيمس أوغدن (بالإنجليزية: James Ogden)‏ هو سياسي أسترالي، ولد في 8 مارس 1868 في أستراليا، وتوفي في 5 فبراير 1932 في أستراليا. حزبياً، نشط في حزب العمال الأسترالي.

## مناصب
- انتخب عضو مجلس نواب تسمانيا عن دائرة Division of Braddon (state) [الإنجليزية]‏ (5 أغسطس 1913 – 1 نوفمبر 1922).
- انتخب عضو مجلس نواب تسمانيا عن دائرة Division of Braddon (state) [الإنجليزية]‏ (30 أبريل 1909 – 14 أبريل 1913).
- انتخب عضو مجلس نواب تسمانيا عن دائرة Electoral district of Zeehan [الإنجليزية]‏ (29 مارس 1906 – 30 أبريل 1909).
- انتخب عضو مجلس الشيوخ الأسترالي [الإنجليزية]‏ عن دائرة Tasmania ‏ (1 يوليو 1923 – 5 فبراير 1932).